# Live Forever
"Live Forever" är en låt av Oasis, utgiven som singel i augusti 1994. Låten, som finns med på debutalbumet Definitely Maybe, nådde plats 10 på UK Singles Chart. År 2006 blev "Live Forever" korad till den bästa låten någonsin i en omröstning i Q Magazine; NME placerade den på förstaplatsen när världens bästa "indie anthems" korades 2007.
Låten är skriven av Noel Gallagher och framförs av hans bror Liam Gallagher.